# NGC 5252
NGC 5252 é uma galáxia lenticular (S0) localizada na direcção da constelação de Virgo. Possui uma declinação de +04° 32' 33" e uma ascensão recta de 13 horas, 38 minutos e 15,9 segundos.
A galáxia NGC 5252 foi descoberta em 2 de Fevereiro de 1786 por William Herschel.